# Beautiful Love, Wonderful Life
Beautiful Love, Wonderful Life (hangul: 사랑은 뷰티풀 인생은 원더풀, RR: Sarangeun Byutipul Insaengeun Wondeopul, también conocida como Love is Beautiful, Life is Wonderful), es un drama surcoreano emitido del 28 de septiembre de 2019 hasta el 22 de marzo de 2020, a través de KBS2.

## Historia
La vida es dura, pero encontrar el amor y la felicidad puede parecer casi imposible.
Entre ellos se encuentra Kim Seol-ah, una mujer con una exitosa carrera y que parece tenerlo todo, pero que por dentro no se siente bien y todavía anhela lo único que la hará verdaderamente feliz, algo que cambia cuando conoce a Moon Tae-rang, quien la ayuda a darse cuenta de lo que realmente importa.
Por otro lado, Moon Tae-rang, es el joven hijo mayor de su familia, trabaja como chef y lucha por apoyar a las personas que más ama mientras intenta seguir sus sueños. Aunque adora sinceramente a su familia, a veces tienen una forma de hacer la vida más difícil.
Mientras tanto, Kim Cheong-ah, es una joven que sabe todo sobre dificultades, habiendo dedicado los últimos ocho años de su vida estudiando para el examen de la función pública, ha renunciado a cualquier esperanza de tener citas y casarse. Aunque le encantaría hacerlo y formar algún día una familia, en lo único que tiene tiempo de pensar es en trabajar duro para aprobar el próximo examen.
Finalmente en el otro extremo está Goo Joon-hwi, un joven que no tiene ningún interés en el matrimonio, las relaciones o los asuntos personales de otras personas. Está completamente enfocado en sí mismo y en su trabajo y considera que así podría pasar felizmente el resto de su vida, hasta que conoce a Cheong-ah.

## Reparto

#### Personajes principales
| Actor         | Personaje     | Nº de episodios | Notas |
| ------------- | ------------- | --------------- | --- |
| Jo Yoon-hee   | Kim Seol-ah   | 100             | Es la hermana de Kim Cheong-ah, una ex anunciadora que a pesar de llevar una vida glamorosa tiene muchas preocupaciones. Está casada con Do Jin-woo, el vicepresidente de una gran compañía, con quien dice estar por su dinero y posición, sin embargo las cosas cambian, cuando se divorcia de Jin-woo y conoce a Moon Tae-rang, quien la hace darse cuenta de su amor por Jin-woo. |
| Yoon Park     | Moon Tae-rang | 100             | Es un joven chef y el hijo adoptivo más grande de su familia, que se enfrenta a dificultades en su vida. A pesar de que está profundamente enamorado de Kim Seol-ah, sabe que ella no siente lo mismo, por lo que se queda a su lado apoyándola como a un verdadero amigo. |
| Seol In-ah    | Kim Cheong-ah | 100             | Es una mujer que por dedicarse a estudiar para el examen de servicio civil durante ocho años ha dejado a lado las citas y el matrimonio. Sin embargo, eso cambia cuando conoce a Goo Joon-hwi. |
| Kim Jae-young | Goo Joon-hwi  | 100             | Es un hombre que no está interesado en el matrimonio ni en el asunto de los demás, hasta que conoce a Kim Chung-ah de quien se enamora. Es hijo de Hong Yoo-ra, hermano mayor de Goo Joon-gyeom y primo de Do Jin-woo. |
| Oh Min-suk    | Do Jin-woo    | -               | Es el adinerado CEO de una gran compañía, cuando conoce a Kim Seol-ah se enamora y casa con ella a pesar de la oposición de su madre. Aunque terminan divorciándose, finalmente gracias a su persistencia logra regresar con Seol-ah. Es el hijo de Hong Hwa-young y primo de Goo Joon-hwi y Goo Joon-gyeom.                                                                          |

#### Personajes secundarios
| Actor                 | Personaje       | N.º de episodios | Notas |
| --------------------- | --------------- | ---------------- | --- |
| Kim Mi-sook           | Sunwoo Yeong-ae | -                | Es la madre de Kim Cheong-ah, Kim Seol-ah y Kim Yeon-ah.                                                 |
| Park Yeong-gyu        | Kim Yeong-woong | -                | Es el esposo de Sunwoo Yeong-ae. así como el padre de Kim Cheong-ah, Kim Seol-ah y Kim Yeon-ah.          |
| Jo Yoo-jung Ok Ye-rin | Kim Yeon-ah     | - 1, 3, 5        | Es la hermana menor de Kim Cheong-ah y Kim Seol-ah.                                                      |
| Jung Won-joong        | Moon Joon-ik    | -                | Es el padre de Moon Tae-rang, Moon Pa-rang, Moon Hae-rang y Kang Shi-wol.                                |
| Ryu Ui-hyun           | Moon Pa-rang    | -                | Es el hermano menor de Moon Tae-rang, Moon Hae-rang y Kang Shi-wol.                                      |
| Jo Woo-ri             | Moon Hae-rang   | -                | Es la hermana menor de Moon Tae-rang, Moon Pa-rang y Kang Shi-wol, así como la secretaria de Do Jin-woo. |
| Lee Tae-sun           | Kang Shi-wol    | -                | Es el hermano mayor de Moon Hae-rang y Moon Pa-rang, así como el hermano adoptivo de Moon Tae-rang.      |
| Na Young-hee          | Hong Yoo-ra     | -                | Es la hermana de Hong Hwa-young, así como la madre de Goo Joon-hwi y Goo Joon-gyeom.                     |
| Park Hae-mi           | Hong Hwa-young  | -                | Es la hermana de Hong Yoo-ra, así como la madre de Do Jin-woo.                                           |
| Jin Ho-eun            | Goo Joon-gyeom  | 1-4              | Es el hermano menor de Goo Joon-hwi y primo de Do Jin-woo.                                               |
| Kim Jin-yeop          | Baek Rim        | -                | Es el amigo de Kim Cheong-ah.                                                                            |
| Park Young-soo        | Na Tae-pyung    | -                | Es el líder del equipo de marketing deportivo entre mercados.                                            |
| Kim Bo-jung           | Oh Deok-hee     | -                | Es la encargada adjunta del equipo de marketing deportivo entre mercados.                                |
| Kim Eun-soo           | Kim Bo-tong     | -                | Es un miembro del equipo de marketing deportivo entre mercados.                                          |
| Park Chan-woo         | Mr. Gong        | -                | Es el presidente de "Maratang Construction".                                                             |

### Otros personajes
| Actor            | Personaje  | Episodio(s) donde apareció | Notas                                                                  |
| ---------------- | ---------- | -------------------------- | ---------------------------------------------------------------------- |
| Lee Soo-mi       | Yoo Ra-ne  | -                          |                                                                        |
| Ju Min-chan      | -          | -                          | Es un empleado de la funeraria.                                        |
| Kim Mi-hye       | Han Se-hee | -                          | Es una reportera.                                                      |
| Kim Ah-ram       | -          | -                          | Es una enfermera.                                                      |
| Oh Chae-eun      | -          | -                          | Es la enfermera del profesor Kang.                                     |
| Lee Chae-kyung   | -          | 18                         | Es una abogada.                                                        |
| Cherish Maningat | -          | -                          | Es la ama de llaves de Hong Hwa-yeong.                                 |
| Jeon Yeo-jin     | -          | -                          | Es una enfermera.                                                      |
| Yong Jin         | -          | -                          | Es un cliente en el puesto.                                            |
| Kim Yannie       | Ms. Nguyen | -                          | Es la encargada de la limpieza de la casa de Do Jin-woo.               |
| Jo Han Ah-reum   | -          | -                          | Es una joven acosadora.                                                |
| Kwak Na-yeon     | -          | -                          | Es una vendedora de Yakult.                                            |
| Oh Kyu-taek      | -          | -                          | Es el cliente del restaurante que comete un error de facturación.      |
| Lee Sun-young    | -          | -                          | Es una mujer inconsciente.                                             |
| Jun Eun-mi       | -          | -                          | Es la empleada de un restaurante.                                      |
| Lee Dong-kyu     | -          | -                          | Es el compañero de trabajo y copresentador de noticias de Kim Seol-ah. |
| Kim Ga-eun       | -          | -                          |                                                                        |
| Lee Seung-yeol   | -          | -                          |                                                                        |
| Park Sang-hyun   | -          | -                          |                                                                        |

### Apariciones especiales
| Actor          | Personaje       | Episodio(s) donde apareció | Notas                                                                                     |
| -------------- | --------------- | -------------------------- | ----------------------------------------------------------------------------------------- |
| Yoo Jae-suk    | -               | 2                          | Es un colega de Kim Seol-ah y el presentador del programa "Happy Together".               |
| Jun Hyun-moo   | -               | 2                          | Es un invitado del programa de Kim Seol-ah y copresentador del programa "Happy Together". |
| Kim Da-som     | Kim Da-som      | 3                          | Es una actriz.                                                                            |
| Oh Jung-yeon   | Bae Hyun-ji     | 3                          | Es una locutora.                                                                          |
| Seol Jung-hwan | Seol Jeong-hwan | -                          | Es un reportero que está interesado en Kim Seol-ah.                                       |

## Episodios
La serie está conformada por cien episodios, los cuales fueron transmitidos todos los sábados y domingos de 19:55 a 21:15 (KST).

### Ratings
Los números en azul indican las puntuaciones más altas, mientras que los números en rojo indican los episodios con menor calificación.
| Episodio | Fecha de emisión         | Participación promedio de audiencia | Participación promedio de audiencia | Participación promedio de audiencia |
| Episodio | Fecha de emisión         | AGB Nielsen                         | AGB Nielsen                         | TNmS                                |
| Episodio | Fecha de emisión         | Nacional                            | Seúl                                | Nacional                            |
| -------- | ------------------------ | ----------------------------------- | ----------------------------------- | ----------------------------------- |
| 1        | 28 de septiembre de 2019 | 17.1 %                              | 15.9 %                              | 19.3 %                              |
| 2        | 28 de septiembre de 2019 | 19.6 %                              | 17.8 %                              | 22.2 %                              |
| 3        | 29 de septiembre de 2019 | 20.2 %                              | 19.1 %                              | 20.9 %                              |
| 4        | 29 de septiembre de 2019 | 24.1 %                              | 23.0 %                              | 25.3 %                              |
| 5        | 5 de octubre de 2019     | 18.5 %                              | 17.2 %                              | 19.2 %                              |
| 6        | 5 de octubre de 2019     | 20.7 %                              | 19.6 %                              | 22.0 %                              |
| 7        | 6 de octubre de 2019     | 21.7 %                              | 20.6 %                              | 20.8 %                              |
| 8        | 6 de octubre de 2019     | 25.7 %                              | 24.2 %                              | 24.6 %                              |
| 9        | 12 de octubre de 2019    | 19.2 %                              | 18.0 %                              | 18.0 %                              |
| 10       | 12 de octubre de 2019    | 22.2 %                              | 21.3 %                              | 20.1 %                              |
| 11       | 13 de octubre de 2019    | 20.3 %                              | 19.1 %                              | 19.4 %                              |
| 12       | 13 de octubre de 2019    | 24.0 %                              | 22.5 %                              | 23.0 %                              |
| 13       | 19 de octubre de 2019    | 16.9 %                              | 15.3 %                              | 17.7 %                              |
| 14       | 19 de octubre de 2019    | 20.2 %                              | 19.1 %                              | 20.7 %                              |
| 15       | 20 de octubre de 2019    | 20.5 %                              | 19.3 %                              | 20.4 %                              |
| 16       | 20 de octubre de 2019    | 23.6 %                              | 22.2 %                              | 24.0 %                              |
| 17       | 26 de octubre de 2019    | 13.6 %                              | 12.7 %                              | N/A                                 |
| 18       | 26 de octubre de 2019    | 13.6 %                              | 12.7 %                              | N/A                                 |
| 19       | 27 de octubre de 2019    | 18.8 %                              | 17.9 %                              | 18.7 %                              |
| 20       | 27 de octubre de 2019    | 23.0 %                              | 22.0 %                              | 22.6 %                              |
| 21       | 2 de noviembre de 2019   | 17.3 %                              | 16.6 %                              | 17.7 %                              |
| 22       | 2 de noviembre de 2019   | 20.3 %                              | 20.0 %                              | 20.9 %                              |
| 23       | 3 de noviembre de 2019   | 20.6 %                              | 19.7 %                              | 19.5 %                              |
| 24       | 3 de noviembre de 2019   | 23.6 %                              | 22.4 %                              | 22.6 %                              |
| 25       | 9 de noviembre de 2019   | 17.2 %                              | 16.0 %                              | 16.9 %                              |
| 26       | 9 de noviembre de 2019   | 20.2 %                              | 18.6 %                              | 19.9 %                              |
| 27       | 10 de noviembre de 2019  | 20.7 %                              | 20.2 %                              | 19.5 %                              |
| 28       | 10 de noviembre de 2019  | 24.0 %                              | 22.9 %                              | 22.8 %                              |
| 29       | 16 de noviembre de 2019  | 17.9 %                              | 16.0 %                              | 17.3 %                              |
| 30       | 16 de noviembre de 2019  | 20.8 %                              | 18.6 %                              | 20.4 %                              |
| 31       | 17 de noviembre de 2019  | 20.9 %                              | 19.7 %                              | 19.3 %                              |
| 32       | 17 de noviembre de 2019  | 25.0 %                              | 23.5 %                              | 23.1 %                              |
| 33       | 23 de noviembre de 2019  | 19.2 %                              | 18.1 %                              | 18.3 %                              |
| 34       | 23 de noviembre de 2019  | 23.2 %                              | 21.7 %                              | 22.3 %                              |
| 35       | 24 de noviembre de 2019  | 24.4 %                              | 23.2 %                              | 22.4 %                              |
| 36       | 24 de noviembre de 2019  | 28.3 %                              | 26.7 %                              | 26.1 %                              |
| 37       | 30 de noviembre de 2019  | 19.6 %                              | 18.3 %                              | 19.3 %                              |
| 38       | 30 de noviembre de 2019  | 23.3 %                              | 21.7 %                              | 23.5 %                              |
| 39       | 1 de diciembre de 2019   | 23.5 %                              | 22.3 %                              | 21.1 %                              |
| 40       | 1 de diciembre de 2019   | 27.8 %                              | 26.2 %                              | 26.0 %                              |
| 41       | 7 de diciembre de 2019   | 20.2 %                              | 18.2 %                              | N/A                                 |
| 42       | 7 de diciembre de 2019   | 24.0 %                              | 21.9 %                              | N/A                                 |
| 43       | 8 de diciembre de 2019   | 23.6 %                              | 22.5 %                              | 22.5 %                              |
| 44       | 8 de diciembre de 2019   | 27.3 %                              | 26.2 %                              | 25.6 %                              |
| 45       | 14 de diciembre de 2019  | 19.5 %                              | 18.4 %                              | 20.1 %                              |
| 46       | 14 de diciembre de 2019  | 23.2 %                              | 22.0 %                              | 23.8 %                              |
| 47       | 15 de diciembre de 2019  | 23.7 %                              | 23.5 %                              | 22.1 %                              |
| 48       | 15 de diciembre de 2019  | 27.0 %                              | 26.3 %                              | 26.4 %                              |
| 49       | 21 de diciembre de 2019  | 21.9 %                              | 21.0 %                              | 20.3 %                              |
| 50       | 21 de diciembre de 2019  | 25.7 %                              | 24.3 %                              | 24.3 %                              |
| 51       | 22 de diciembre de 2019  | 24.4 %                              | 22.5 %                              | 23.6 %                              |
| 52       | 22 de diciembre de 2019  | 27.7 %                              | 26.4 %                              | 27.4 %                              |
| 53       | 4 de enero de 2020       | 19.4 %                              | 19.5 %                              | 18.2 %                              |
| 54       | 4 de enero de 2020       | 23.8 %                              | 23.6 %                              | 22.8 %                              |
| 55       | 5 de enero de 2020       | 24.7 %                              | 23.5 %                              | 24.0 %                              |
| 56       | 5 de enero de 2020       | 29.0 %                              | 28.2 %                              | 28.0 %                              |
| 57       | 11 de enero de 2020      | 18.4 %                              | 17.2 %                              | 19.9 %                              |
| 58       | 11 de enero de 2020      | 23.1 %                              | 21.8 %                              | 24.9 %                              |
| 59       | 12 de enero de 2020      | 24.0 %                              | 22.8 %                              | 23.3 %                              |
| 60       | 12 de enero de 2020      | 26.5 %                              | 25.4 %                              | 26.9 %                              |
| 61       | 18 de enero de 2020      | 21.9 %                              | 21.1 %                              | 20.5 %                              |
| 62       | 18 de enero de 2020      | 26.1 %                              | 25.1 %                              | 24.5 %                              |
| 63       | 19 de enero de 2020      | 23.4 %                              | 22.3 %                              | 22.4 %                              |
| 64       | 19 de enero de 2020      | 27.8 %                              | 26.4 %                              | 27.0 %                              |
| 65       | 25 de enero de 2020      | 17.4 %                              | 16.8 %                              | 15.7 %                              |
| 66       | 25 de enero de 2020      | 21.0 %                              | 20.5 %                              | 19.1 %                              |
| 67       | 26 de enero de 2020      | 21.8 %                              | 20.9 %                              | 21.1 %                              |
| 68       | 26 de enero de 2020      | 25.0 %                              | 23.7 %                              | 25.7 %                              |
| 69       | 1 de febrero de 2020     | 20.9 %                              | 19.6 %                              | 20.5 %                              |
| 70       | 1 de febrero de 2020     | 25.0 %                              | 23.7 %                              | 25.0 %                              |
| 71       | 2 de febrero de 2020     | 23.9 %                              | 23.1 %                              | 23.7 %                              |
| 72       | 2 de febrero de 2020     | 28.0 %                              | 26.7 %                              | 28.0 %                              |
| 73       | 8 de febrero de 2020     | 21.3 %                              | 19.9 %                              | 20.1 %                              |
| 74       | 8 de febrero de 2020     | 26.1 %                              | 24.4 %                              | 25.1 %                              |
| 75       | 9 de febrero de 2020     | 25.2 %                              | 23.4 %                              | 24.9 %                              |
| 76       | 9 de febrero de 2020     | 28.8 %                              | 26.9 %                              | 28.9 %                              |
| 77       | 15 de febrero de 2020    | 20.9 %                              | 20.1 %                              | 19.8 %                              |
| 78       | 15 de febrero de 2020    | 25.0 %                              | 24.0 %                              | 24.0 %                              |
| 79       | 16 de febrero de 2020    | 27.5 %                              | 27.3 %                              | 25.7 %                              |
| 80       | 16 de febrero de 2020    | 30.4 %                              | 29.9 %                              | 29.1 %                              |
| 81       | 22 de febrero de 2020    | 22.4 %                              | 21.3 %                              | 21.0 %                              |
| 82       | 22 de febrero de 2020    | 26.9 %                              | 26.0 %                              | 25.6 %                              |
| 83       | 23 de febrero de 2020    | 26.4 %                              | 25.1 %                              | 26.3 %                              |
| 84       | 23 de febrero de 2020    | 30.6 %                              | 29.2 %                              | 30.3 %                              |
| 85       | 29 de febrero de 2020    | 22.6 %                              | 22.4 %                              | 20.8 %                              |
| 86       | 29 de febrero de 2020    | 27.0 %                              | 25.9 %                              | 25.8 %                              |
| 87       | 1 de marzo de 2020       | 27.2 %                              | 26.0 %                              | 25.6 %                              |
| 88       | 1 de marzo de 2020       | 31.5 %                              | 30.3 %                              | 29.4 %                              |
| 89       | 7 de marzo de 2020       | 24.3 %                              | 22.7 %                              | 22.5 %                              |
| 90       | 7 de marzo de 2020       | 29.5 %                              | 27.5 %                              | 26.3 %                              |
| 91       | 8 de marzo de 2020       | 28.8 %                              | 27.6 %                              | 27.1 %                              |
| 92       | 8 de marzo de 2020       | 32.3 %                              | 31.0 %                              | 31.1 %                              |
| 93       | 14 de marzo de 2020      | 15.9 %                              | 14.8 %                              | 16.3 %                              |
| 94       | 14 de marzo de 2020      | 26.3 %                              | 24.6 %                              | 24.5 %                              |
| 95       | 15 de marzo de 2020      | 28.8 %                              | 27.9 %                              | 28.5 %                              |
| 96       | 15 de marzo de 2020      | 31.2 %                              | 30.3 %                              | 30.6 %                              |
| 97       | 21 de marzo de 2020      | 25.4 %                              | 24.9 %                              | 24.5 %                              |
| 98       | 21 de marzo de 2020      | 29.6 %                              | 29.3 %                              | 28.0 %                              |
| 99       | 22 de marzo de 2020      | 29.2 %                              | 28.8 %                              | 27.8 %                              |
| 100      | 22 de marzo de 2020      | 32.0 %                              | 31.5 %                              | 31.5 %                              |
| Promedio | Promedio                 | 23.5 %                              | 22.4 %                              | —                                   |

## Música
El OST de la serie está conformado por las siguientes canciones:

### Parte 1
| No. | Intérprete     | Canción               | Letra                        | Música                       | Duración |
| --- | -------------- | --------------------- | ---------------------------- | ---------------------------- | -------- |
| 1   | Hello Ga-Young | "123 Love" (123 사랑) | Gamdongis, roz y Ki Hyun-suk | Gamdongis, roz y Ki Hyun-suk | 3:39     |
| 2   | -              | "123 Love" (Inst.)    | -                            | Gamdongis, roz y Ki Hyun-suk | 3:39     |

### Parte 2
| No. | Intérprete | Canción           | Letra                                    | Música                                   | Duración |
| --- | ---------- | ----------------- | ---------------------------------------- | ---------------------------------------- | -------- |
| 1   | Sohyang    | "The Way" (길)    | Kim Beom-joo, Kim Si-hyuk y Kang Tae-kyu | Kim Beom-joo, Kim Si-hyuk y Kang Tae-kyu | 4:59     |
| 2   | -          | "The Way" (Inst.) | -                                        | Kim Beom-joo, Kim Si-hyuk y Kang Tae-kyu | 4:59     |

### Parte 3
| No. | Intérprete       | Canción                    | Letra                         | Música                                    | Duración |
| --- | ---------------- | -------------------------- | ----------------------------- | ----------------------------------------- | -------- |
| 1   | Acoustic Collabo | "How Can I Do" (어떻게 해) | Park Jung-hee y Kim Seung-jae | Kim Seung-Jae, Park Ga-young y Mo Soo-jin | 3:21     |
| 2   | -                | "How Can I Do" (Inst.)     | -                             | Kim Seung-Jae, Park Ga-young y Mo Soo-jin | 3:21     |

### Parte 4
| No. | Intérpretes                       | Canción         | Letra   | Música     | Duración |
| --- | --------------------------------- | --------------- | ------- | ---------- | -------- |
| 1   | Kim Byeong-kwan & Chan (de A.C.E) | "Start" (시작)  | Han Jun | Lee Yu-jin | 3:17     |
| 2   | -                                 | "Start" (Inst.) | -       | Lee Yu-jin | 3:17     |

### Parte 5
| No. | Intérprete | Canción               | Letra               | Música         | Duración |
| --- | ---------- | --------------------- | ------------------- | -------------- | -------- |
| 1   | D:amant    | "Remember Me"         | Kim Ah-reum y Miyao | Jade y Sungjin | 3:45     |
| 2   | -          | "Remember Me" (Inst.) | -                   | Jade y Sungjin | 3:45     |

### Parte 6
| No. | Intérprete   | Canción                                        | Letra                      | Música                                                  | Duración |
| --- | ------------ | ---------------------------------------------- | -------------------------- | ------------------------------------------------------- | -------- |
| 1   | Na Yoon-kwon | "What I Can Do For You" (내가 해줄 수 있는 일) | Hoe Jang-nim y Choi In-hee | Hoe Jang-nim, Choi In-hee, Kim Hyun-suk y Kim Chan-hyuk | 5:00     |
| 2   | -            | "What I Can Do For You" (Inst.)                | -                          | Hoe Jang-nim, Choi In-hee, Kim Hyun-suk y Kim Chan-hyuk | 5:00     |

### Parte 7
| No. | Intérprete  | Canción                | Letra       | Música      | Duración |
| --- | ----------- | ---------------------- | ----------- | ----------- | -------- |
| 1   | Yoon Ye-kyu | "Bad Love" (나쁜 사랑) | Jin Kyo-jun | Jin Kyo-jun | 3:52     |
| 2   | -           | "Bad Love" (Inst.)     | -           | Jin Kyo-jun | 3:52     |

### Parte 8
| No. | Intérprete | Canción                           | Letra        | Música                    | Duración |
| --- | ---------- | --------------------------------- | ------------ | ------------------------- | -------- |
| 1   | Jin Won    | "Close To You" (한걸음 또 한걸음) | Kang Tae-kyu | Jung Woo-sik y Jung So-ri | 3:46     |
| 2   | -          | "Close To You" (Inst.)            | -            | Jung Woo-sik y Jung So-ri | 3:46     |

### Parte 9
| No. | Intérprete | Canción                     | Letra                      | Música                              | Duración |
| --- | ---------- | --------------------------- | -------------------------- | ----------------------------------- | -------- |
| 1   | Do Hyung   | "So We Are" (그래서 우리는) | Kim Do-hyung y Gya Gya-mel | Kim Do-hyung y Flame Man (불꽃남자) | 4:16     |
| 2   | -          | "So We Are" (Inst.)         | -                          | Kim Do-hyung y Flame Man (불꽃남자) | 4:16     |

### Parte 10
| No. | Intérprete     | Canción                                   | Letra        | Música       | Duración |
| --- | -------------- | ----------------------------------------- | ------------ | ------------ | -------- |
| 1   | Hong Jin-young | "Love is Coming" (그대 오는 날)           | Kang Tae-kyu | Jung Woo-sik | 3:39     |
| 2   |                | "Love is Coming" (Inst.)                  | -            | Jung Woo-sik | 3:39     |
| 3   | Hong Jin-young | "Love is Coming" (versión acústica)       | Kang Tae-kyu | Jung Woo-sik | 3:41     |
| 4   |                | "Love is Coming" (versión acústica-Inst.) | -            | Jung Woo-sik | 3:41     |

### Parte 11
| N.º | Intérpretes                 | Canción                              | Letra                      | Música                            | Duración |
| --- | --------------------------- | ------------------------------------ | -------------------------- | --------------------------------- | -------- |
| 1   | Hwan & Seo Seok-jin (N.CUS) | "I Want To Hear You" (니가 듣고싶다) | Ppake, Aile y Kang Tae-kyu | Ppake, Aile y Space Rain (우주비) | 4:35     |
| 2   | -                           | "I Want To Hear You" (Inst.)         | -                          | Ppake, Aile y Space Rain (우주비) | 4:35     |

### Parte 12
| No. | Intérprete | Canción                                   | Letra        | Música                        | Duración |
| --- | ---------- | ----------------------------------------- | ------------ | ----------------------------- | -------- |
| 1   | Kim Yang   | "Love Always Run Away" (사랑은 늘 도망가) | Kang Tae-kyu | Hong Jin-young y Jung Woo-sik | 4:20     |
| 2   | -          | "Love Always Run Away" (Inst.)            | -            | Hong Jin-young y Jung Woo-sik | 4:20     |

### Parte 13
| N.º | Intérprete | Canción           | Letra      | Música      | Duración |
| --- | ---------- | ----------------- | ---------- | ----------- | -------- |
| 1   | NIA        | "Destiny"         | LoF! y NIA | LoF! y Yeun | 3:38     |
| 2   | -          | "Destiny" (Inst.) | -          | LoF! y Yeun | 3:38     |

## Premios y nominaciones
| Año  | Categoría                                       | Premios             | Nominada (o)               | Resultado |
| ---- | ----------------------------------------------- | ------------------- | -------------------------- | --------- |
| 2020 | Top Excellence Award, Actress in a Serial Drama | 7th APAN Star Award | Jo Yoon-hee                | Nominada  |
| 2020 | Excellence Award, Actor in a Serial Drama       | 7th APAN Star Award | Yoon Park                  | Nominado  |
| 2020 | Excellence Award, Actress in a Serial Drama     | 7th APAN Star Award | Seol In-ah                 | Nominada  |
| 2019 | Excellence Award, Actor in a Serial Drama       | Premios KBS Drama   | Oh Min-suk                 | Ganó      |
| 2019 | Excellence Award, Actor in a Serial Drama       | Premios KBS Drama   | Yoon Park                  | Nominada  |
| 2019 | Excellence Award, Actress in a Serial Drama     | Premios KBS Drama   | Seol In-ah                 | Ganó      |
| 2019 | Excellence Award, Actress in a Serial Drama     | Premios KBS Drama   | Jo Yoon-hee                | Nominada  |
| 2019 | Excellence Award, Actress in a Serial Drama     | Premios KBS Drama   | Kim Mi-sook                | Nominada  |
| 2019 | Mejor actor revelación                          | Premios KBS Drama   | Kim Jae-young              | Ganó      |
| 2019 | Mejor actriz revelación                         | Premios KBS Drama   | Jo Woo-ri                  | Nominada  |
| 2019 | Mejor pareja                                    | Premios KBS Drama   | Yoon Park y Jo Yoon-hee    | Nominados |
| 2019 | Mejor pareja                                    | Premios KBS Drama   | Kim Jae-young y Seol In-ah | Nominados |
| 2019 | Netizen Award                                   | Premios KBS Drama   | Kim Jae-young              | Nominado  |
| 2019 | Netizen Award                                   | Premios KBS Drama   | Jo Yoon-hee                | Nominada  |
| 2019 | Netizen Award                                   | Premios KBS Drama   | Seol In-ah                 | Nominada  |

## Producción
La serie fue creada por KBS Drama Productio y  también es conocida como "Love is Beautiful, Life is Wonderful".
La dirección estuvo a cargo de Han Joon-seo, quien contó con el apoyo de la guionista Bae Yoo-mi.
La serie también contó con el apoyo de la compañía de producción HB Entertainment y fue distribuida por la KBS.
Originalmente la cantante y actriz Eunbin había sido elegida para interpretar el papel de Kim Yeon-ah (la hermana menor de Kim Cheong-ah y Kim Seol-ah), sin embargo tuvo que dejar la serie debido a problemas con su horario, por lo que fue reemplazada por la actriz Jo Yoo-jung.